# 헤브론 구시가지
헤브론 구시가지(아랍어: البلدة القديمة الخليل)는 요르단강 서안 지구 헤브론의 역사적 도시 중심지이다. 고대 헤브론은 원래 오늘날 구시가 서쪽 약 200m에 있는 텔루메이다로 원래 가나안인의 도시였다고 고고학자들은 고고학자에 의해 시작된 것으로 여겨진다. 현재의 구시가는 그리스 혹은 로마 시대(기원전 3세기~1세기경)에 정착했다. 아바스 칼리파국 시대(기원전 750년경)에 헤브론 유적 전체의 중심지가 되었다.
그것은 2017년에 팔레스타인에서 세 번째 세계유산으로 인정받았다.
구시가지는 성경의 가부장과 가부장의 전통 매장지인 가부장의 동굴 주위에 세워져 유대인, 기독교인, 이슬람교도들에 의해 추앙받는다. 구시가는 헤브론에서 이스라엘과 팔레스타인의 분쟁에 민감한 장소이다.

## 역사

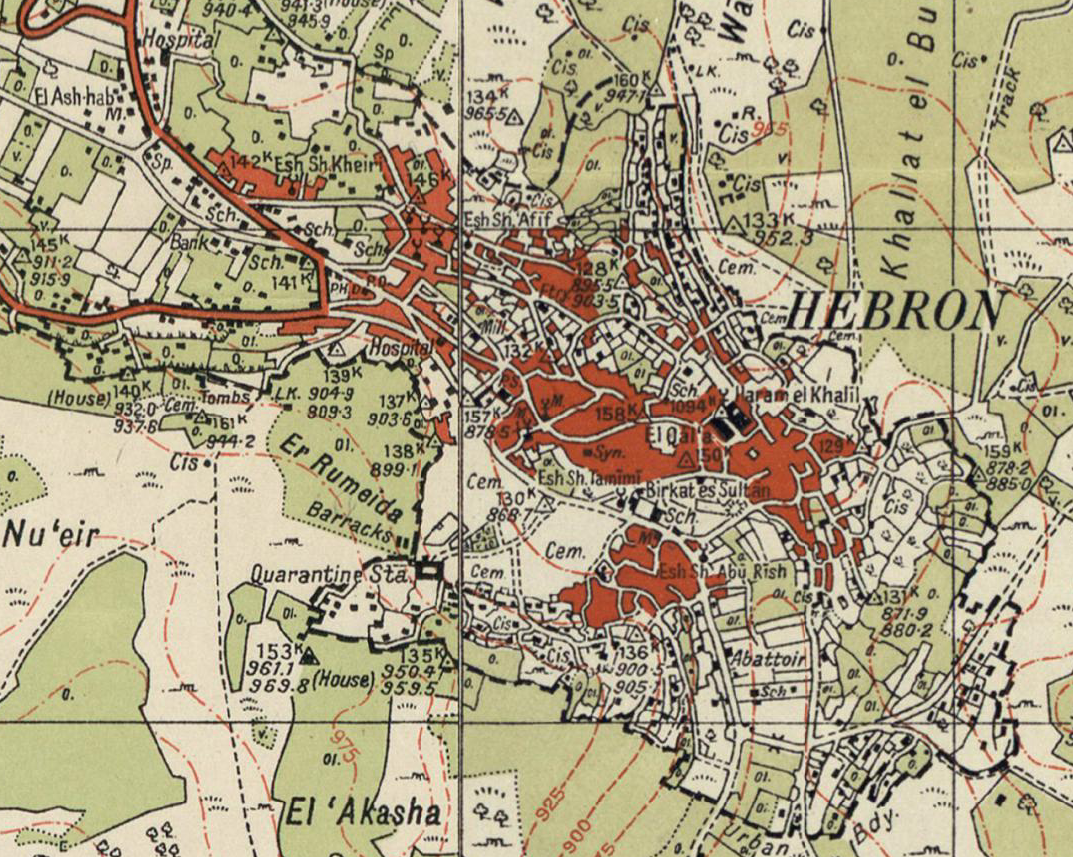
1940년대 팔레스타인 지도 조사

구시가지는 그리스나 늦어도 로마 시대까지는 가장 먼저 정착했다 성경 헤브론의 중심지로 꼽히는 텔루메이다에서 내리막 계곡에 정착했다. 아바스 칼리파국 시대가 시작된 이후 처음으로 현재 도시는 헤브론의 중심지가 되고 성직자 동굴의 초점 주위에 세워졌다.
헤브론 구시가의 도시 구조는 맘루크 시대로 거슬러 올라가 거의 변하지 않았다. 건물의 대부분은 18세기 오스만 시대의 것이며, 맘루크 건축도 6동 정도 있다. 각 지구의 경계로서 좁은 구획에 둘러싸인 호 모양의 주거가 다수 있어, 대로의 끝에 문이 있다. 면적은 약 20.6ha(51에이커0.206km2)로 수천 명의 주민이 살고 있다.
2017년 팔레스타인 국가 중 세 번째 세계유산이 되었고, '팔레스타인, 헤브론알 할릴 구시가'로 공식 세계유산 목록에 등재되었다.
오슬로 합의의 일부인 1997년 헤브론 합의는 구시가를 H2 지역으로 두고 1967년 이래 지속된 이스라엘의 군사통제를 유지하고 있다. Btselem 보고서에 따르면 구시가의 팔레스타인 인구는 1980년대 초반부터 크게 줄었다.이는 야간외출금지령 연장, 이동에 대한 엄격한 제한, 정착민 괴롭힘 등 이스라엘 치안대책에 따른 것이다. IDF는 보고서에 대해 IDF는 야간 외출 금지령이 민간인이나 병사의 생명을 지키기 위해 불가피한 상황 외에는 사용하지 않겠다는 과감한 조치로 간주되고 있다는 것을 잘 알고 있다.헤브론은 이스라엘과 팔레스타인 주민이 동거하는 유일한 팔레스타인 도시이다. 이에 따라 이스라엘 주민과 이들을 지키는 IDF 병사들에 대한 테러공격이 빈번해 시는 복잡한 안보상의 과제를 안고 있다. 국제적으로 자금 원조를 받은 헤브론 재건위원회의 노력으로 2015년까지 6000명 이상의 팔레스타인인이 귀환했다. 2019년 헤브론의 임시 국제 위상은 시에서 추방됐다. 국제앰네스티는 비밀보고서를 통해 이스라엘이 헤브론의 국제법을 일상적으로 위반하고 있으며 헤브론의 팔레스타인 주민 이동 자유 결여에 대해 시민적 정치적 권리에 관한 국제규약에 규정된 무차별적 권리를 심각하고 정기적으로 침해하고 있다고 밝혔다.
구시가지 재건은 1998년 아가칸 건축상을 수상했다.

## 랜드 마크

### 예배 장소
- 알자왈리모스크, 우스마니분아판모스크, 이브라힘호스피스를 포함한 가부장의 동굴
- 셰이크 알리 알 바카 모스크
- 카자진모스크
- 아브라함 아비누 시나고그

### 박물관
- 올드 시티 박물관

## 지구 및 세분
19세기 말에 구시가지는 9 개의 지역으로 나뉘어 진 것으로 기록되었다.
- 셰이크 '알리 Bakka 분기 Arabic   ;
- Zawiya 분기 (Haret 레즈 Zawieh) Arabic   ;
- 유리 제조 분기 (Haret Kezazin) Arabic   ( 헤브론 유리 참조);
- 엘 Akkabeh (센트의 분기) Arabic   ;
- 하람 분기 Arabic   ;
- 무 헤이 신 지구 (가족 이름);
- 코튼 분기 (Haret Kotton) Arabic   ;
- 동부 분기 (Haret Mesherky) Arabic   ;
- 새로운 분기 Arabic   ;

구시가에는 주변에 3개의 작은 이스라엘 정착촌이 있다-베이트 하다사, 베이트 로마노, 아브라함 아비누가 있고 이들은 느슨하게 인접한 유대인 지구 또는 유대인 지구를 형성하고 있다는 평을 듣는다. 19세기 후반 유대인 지역은 글래스메이커 지구(하레트 케자진)였다.

## 쇼핑
- 팔레스타인 사람들은 주요 상업 도로 인 Al-Shuhada Street 사용이 금지된다.[3][4]

## 논란
2011년 팔레스타인이 정식 회원국으로 승인된 이후 미국은 유네스코에 돈을 제공하지 않았다. 오바마 행정부는 팔레스타인이 1989년 4월 유네스코와 WHO 정식 가입을 신청한 뒤 시행된 유엔기구 및 관련업체에 대한 자금 제공을 금지하는 법률을 인용했다. 미국과 이스라엘은 2011년 팔레스타인인 인정에 반대표를 던진 194개국 가운데 14개국에 불과했다.
요약, 추천 텍스트, 부록 및 지도 ( 여기에 있는 모든 파일)는 팔레스타인이 2017년 1월 30일에 세계 유산 센터에 제출하고 2017년 5월 21 일에 신속한 검토를 요청한 문서이다. 이후 국제 기념물 및 유적지 협의회 (ICOMOS)는 헤브론 구시 가지에 대한 접근을 모색했지만 이스라엘은 "전략적이고 원칙적인 수준에서 이스라엘 국가가 어떤 팔레스타인 정치 움직임에도 참여하지 않을 것이며 합법화하지 않을 것이라고 밝혔다.
예루살렘포스트는 ICOMOS 보고서에 대해 헤브론과 유대인이나 초기 기독교 사회의 연관성은 거의 평가받지 못하고 있으며 텔루메이다(성경 헤브론의 지역) 등 유적은 경계에서 제외돼 있다며 팔레스타인 자치정부는 일정을 확대하고 지리적 범위를 확대했더라면 더 좋은 결과를 냈을 것이라고 지적했다.기원전 2200년부터 세 가지 일신교 발전에 중요함을 말할 수 있었다."과 동시에, "현지 방문이 없는 것과 팔레스타인의 보고서의 상세가 한정되어 있는 것은 ICOMOS가 제안을 "충분히 평가할 수 없다"는 것을 의미하며, 또, 그 사이트가 다음의 조건을 만족시키고 있는 것을 확인할 수 없다는 것을 의미하고 있다. 실제 결정문에는 현장 방문이 없었기 때문에 ICOMOS가 현장을 제대로 평가하지 못했다는 기술이 있다며 위협과 위반은 정치적 대응을 필요로 하는 장기간에 걸친 복잡한 정치 상황을 반영하는 것이라고 말했다. 교수이자 저자인 린 메스켈은 헤브론을 리스트업하는 협상을 바티르의 경우와 비교하며 팔레스타인은 파괴행위, 부지피해, 기타 부동산 공격을 기록했으며 팔레스타인은 보호와 국제적인 보호기준을 확보하기 위해 사무국에 위험목록 작성을 요청했다고 지적했다.
올리 노이는 +972 Magazine에 기고문에서 유네스코는 어느 장소가 명단에 포함될 가치가 있는지, 그리고 그것이 어느 나라 단체에 해당되는지를 검토하고 있으며 이 결의는 헤브론이나 성직자 무덤과의 유대인 관계를 부정하지 않고 있으며 헤브론에 관한 결의는 이 도시가 유대교, 기독교에 신성하다는 사실을 인정하고 있다고 밝혔다.벤자민 네타냐후 이스라엘 총리는 이 사이트에 대한 유대인 연결은 부정됐다고 말했다. 2010년 2월 팔레스타인의 지명에 앞서 이스라엘 정부는 가부장의 동굴과 다른 팔레스타인 유적을 포함한 국가 유산 프로젝트를 채택했다.오바마 정권으로부터 거센 비판을 받아 "땅의 문화유산 대부분을 무시하고 있다"는 평가를 받고 있다.
이후 2017년 미국은 반이스라엘 편견을 이유로 유네스코를 탈퇴한다고 발표했고, 이스라엘도 이를 추종했다. 이는 2016년 예루살렘에 대한 결의와 이 기사의 게재 테마를 따랐다. 당시 미국의 연체금은 5억달러를 넘었다. 이들의 출발은 2018년 말 발효됐다. 다니엘 말웨키는 미국과 이스라엘이 유네스코를 탈퇴한 이유에 대한 2019년 분석에서 이렇게 결론을 내렸다.유네스코 무대에서 이스라엘과 팔레스타인의 분쟁이 어떻게 전개될 것인가 하는 외교 드라마의 현재 에피소드는 역사적으로나 미국의 유엔에 대한 전략적 전술적 전망의 변화라는 관점에서도 볼 필요가 있다.

## 갤러리

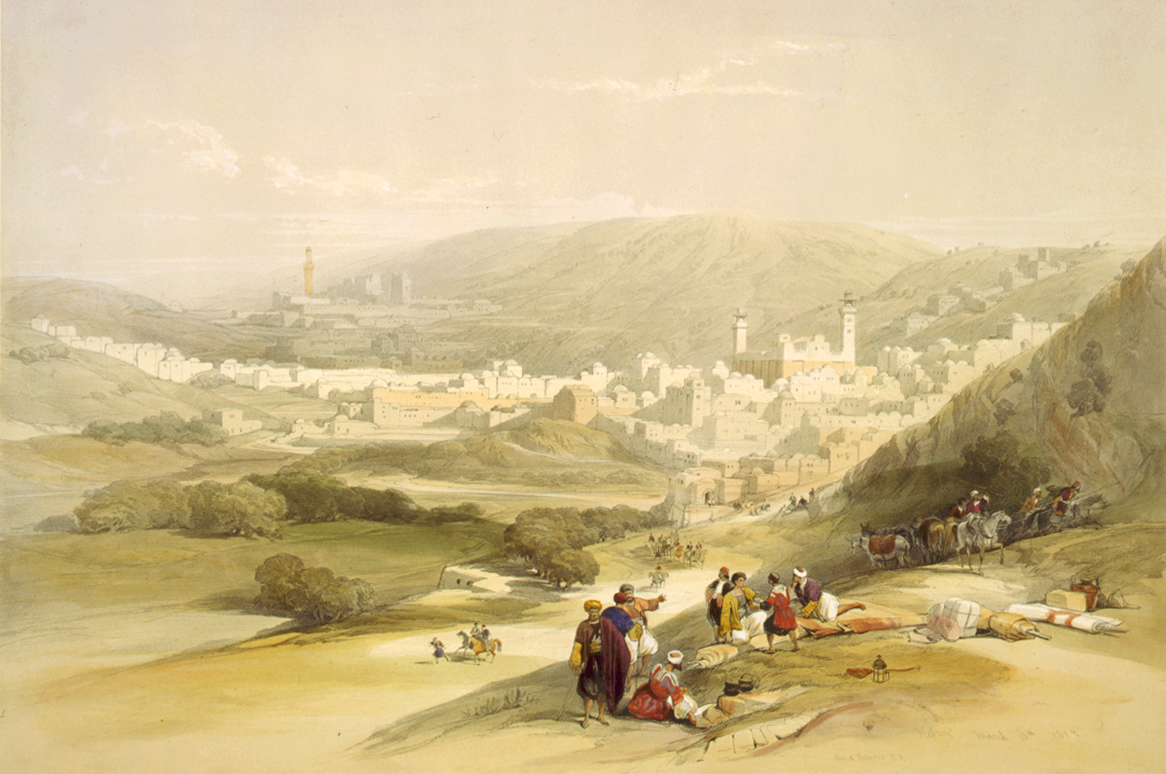
1839년 성지, 시리아,이 두메 아, 아라비아, 이집트, 누비아 인쇄
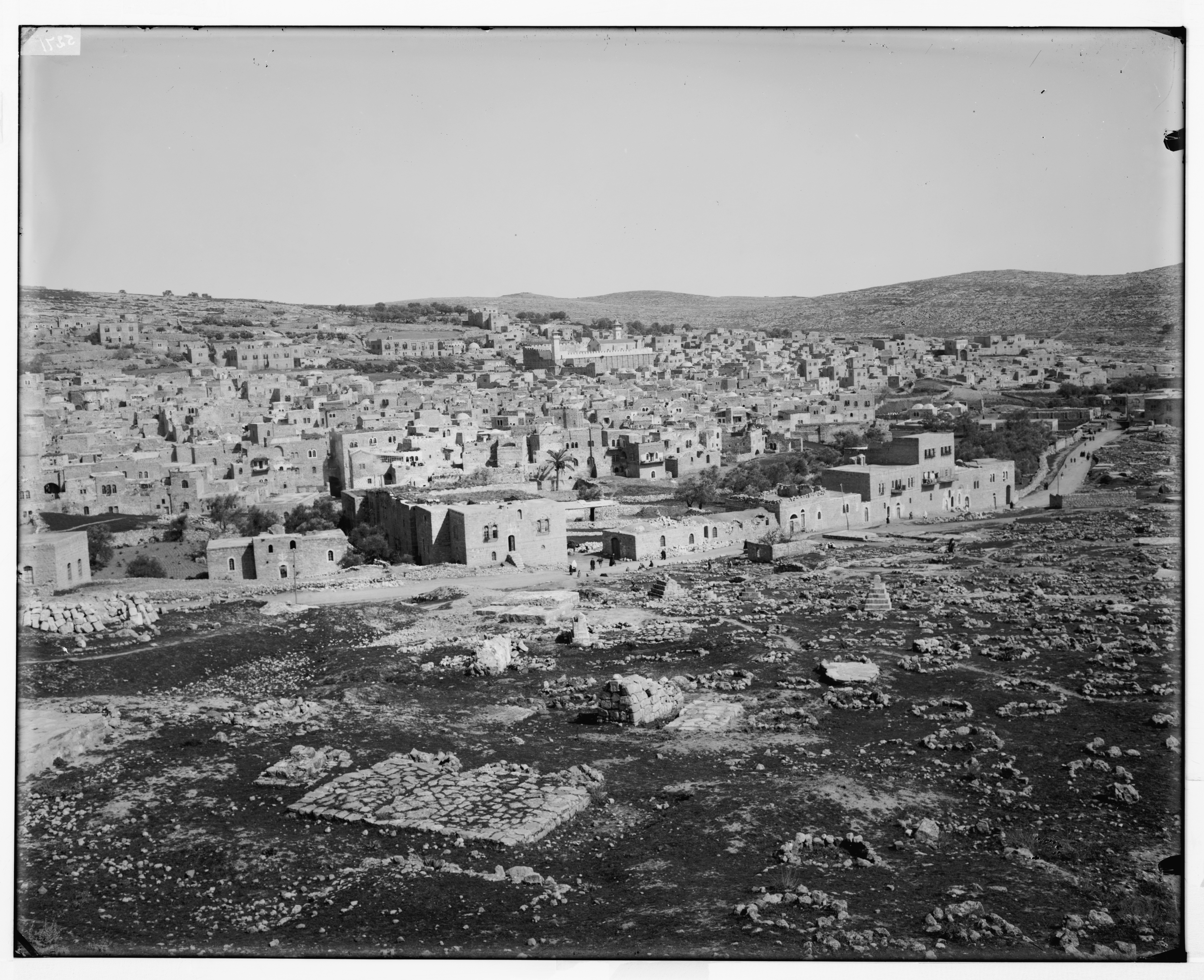
1910년경
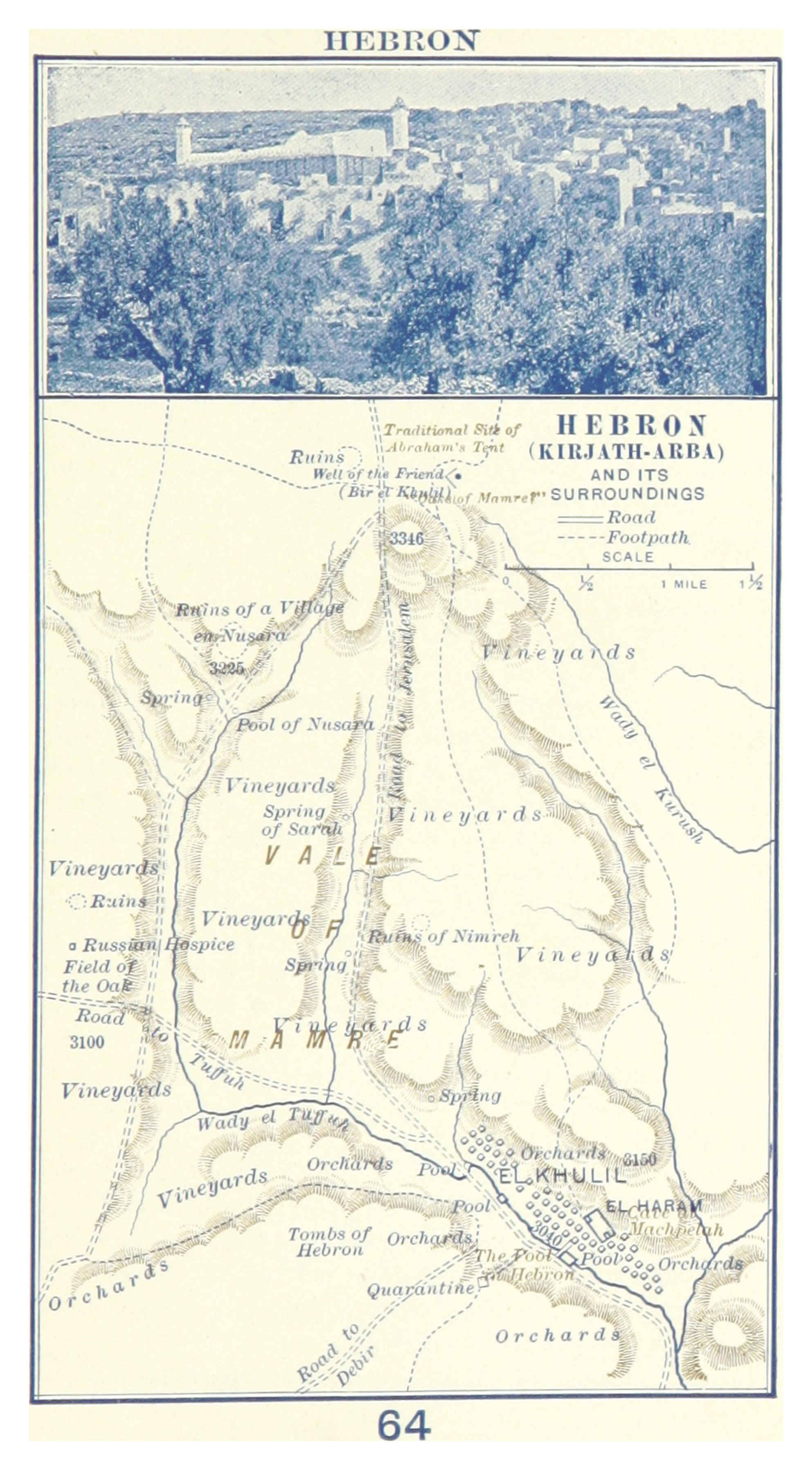
1899, Townsend Maccoun
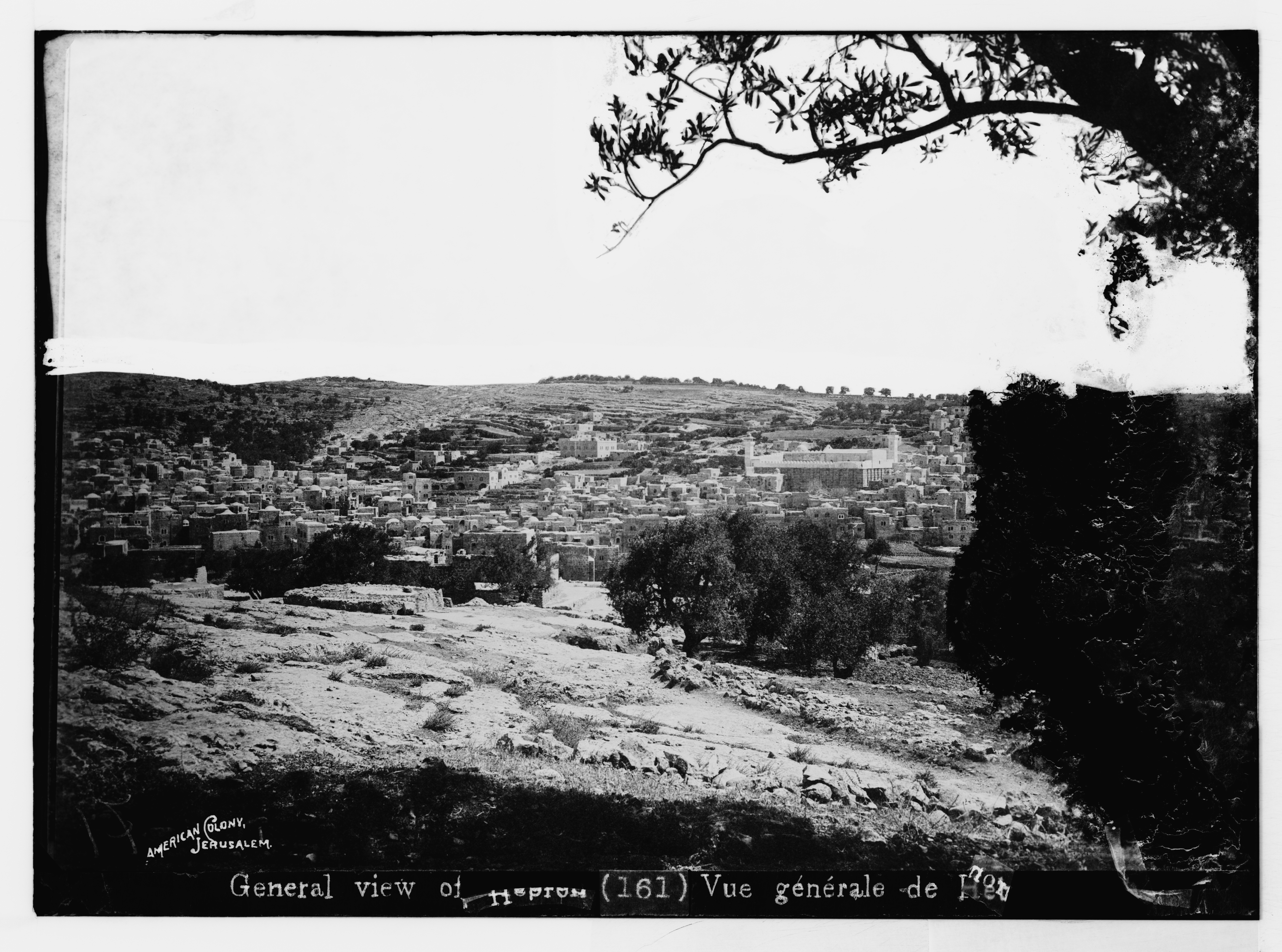
20 세기 초
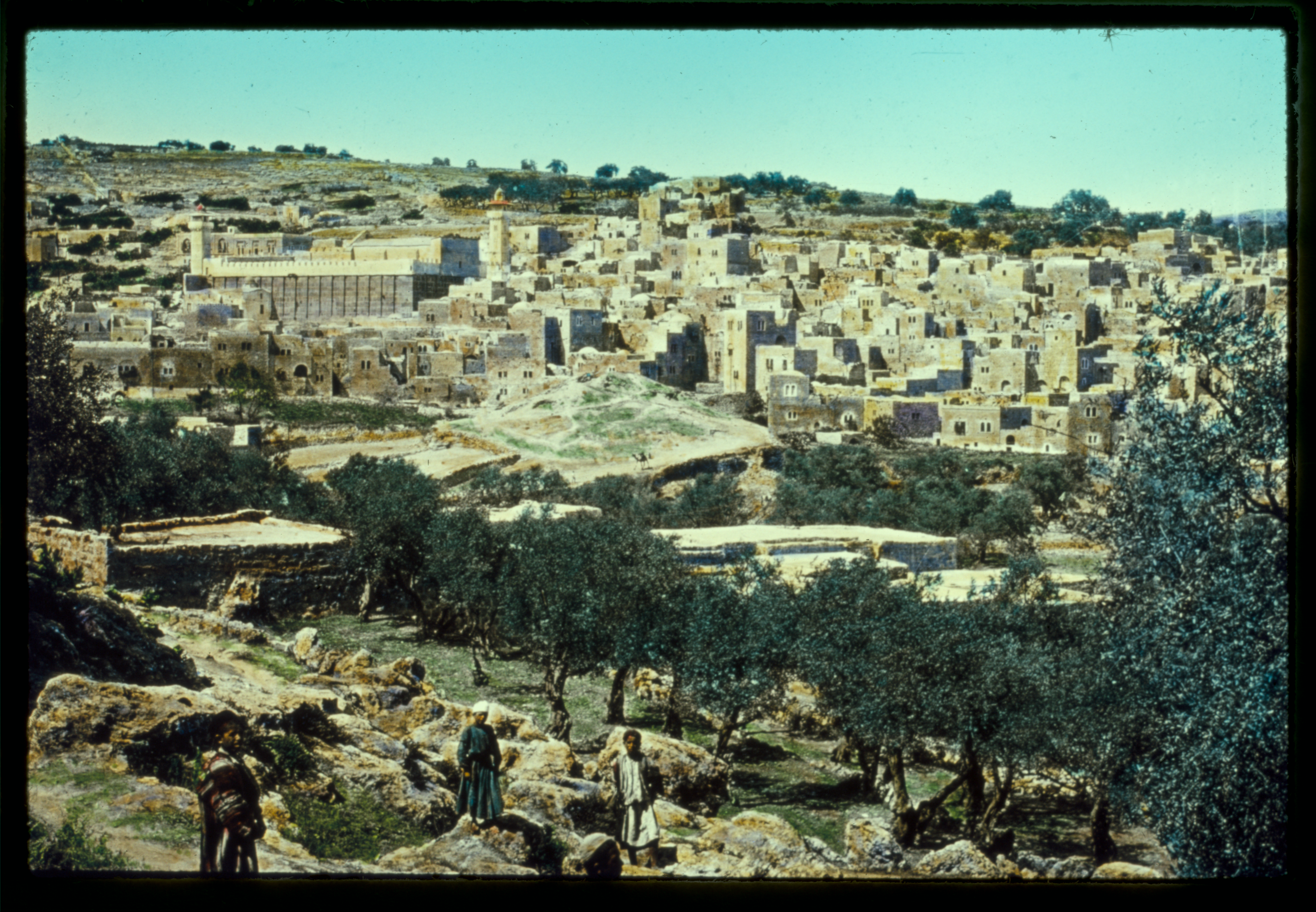
색상 화 사진, 20 세기 초
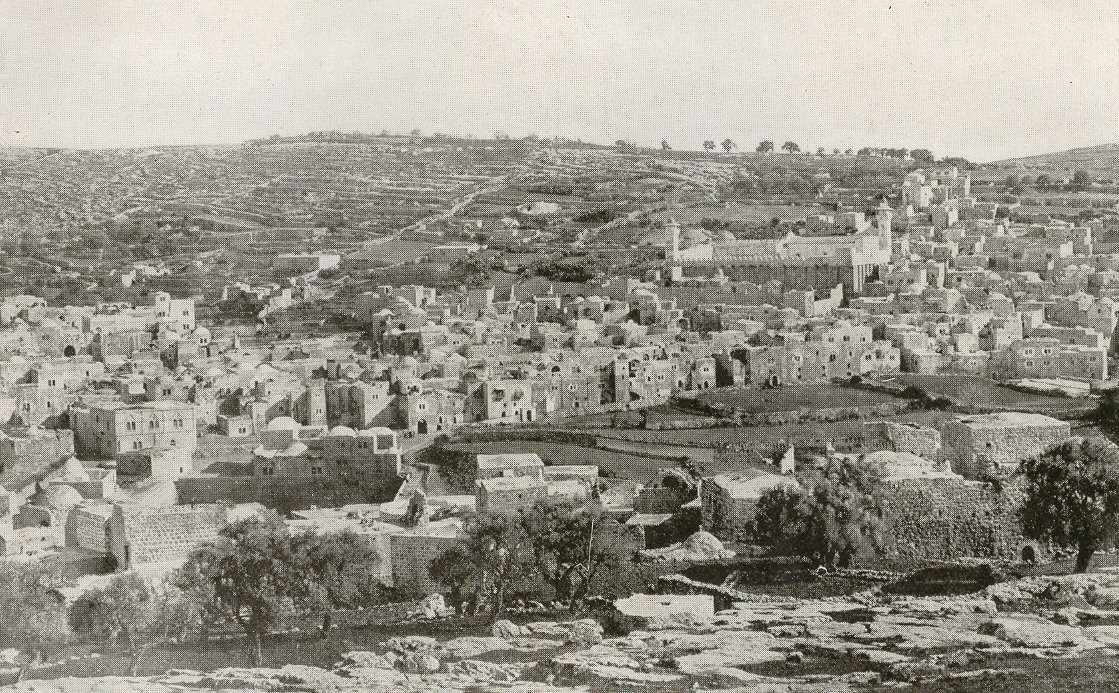
1910년 구도시
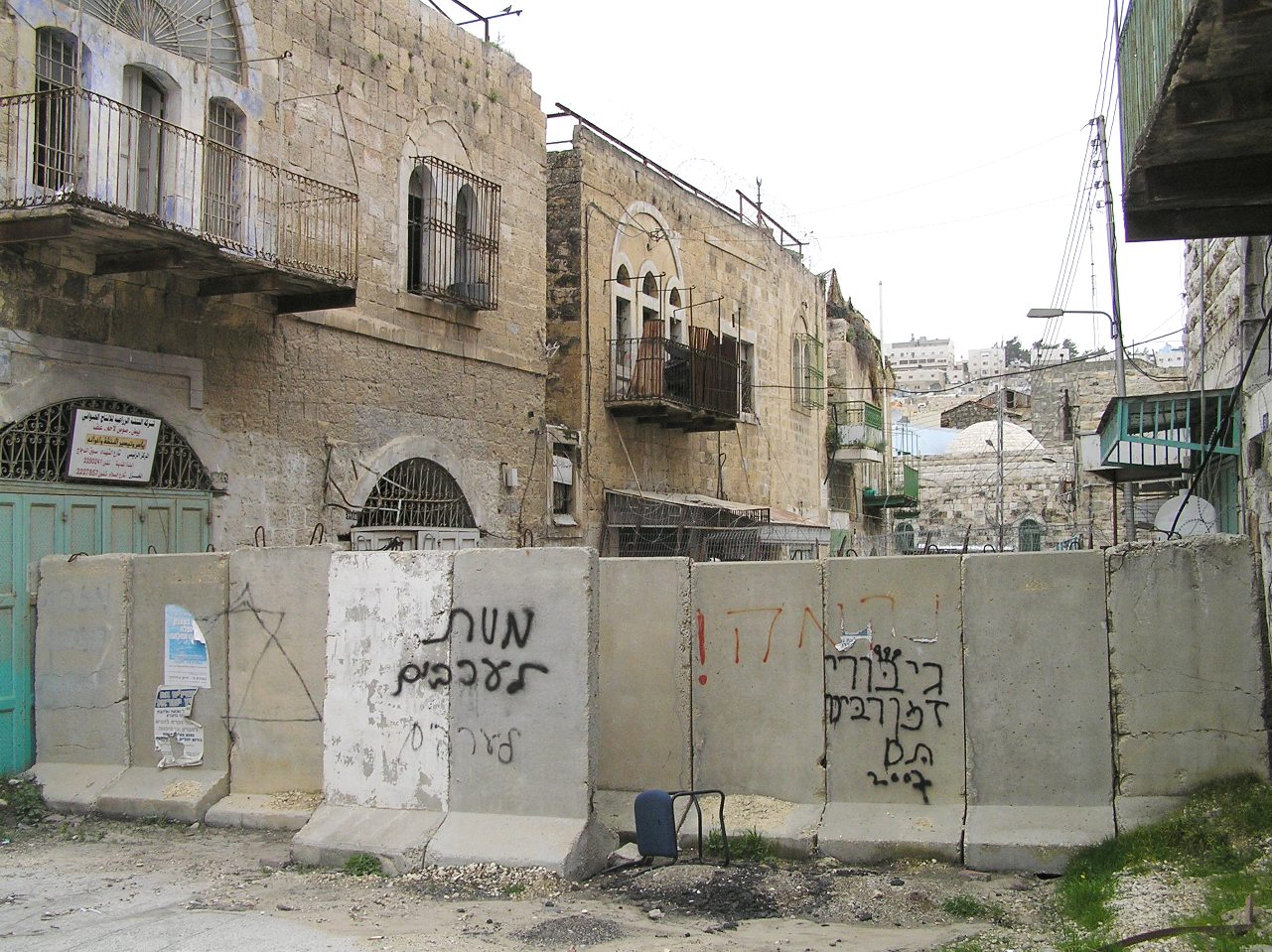
구시 가지 구역을 나누는 장벽
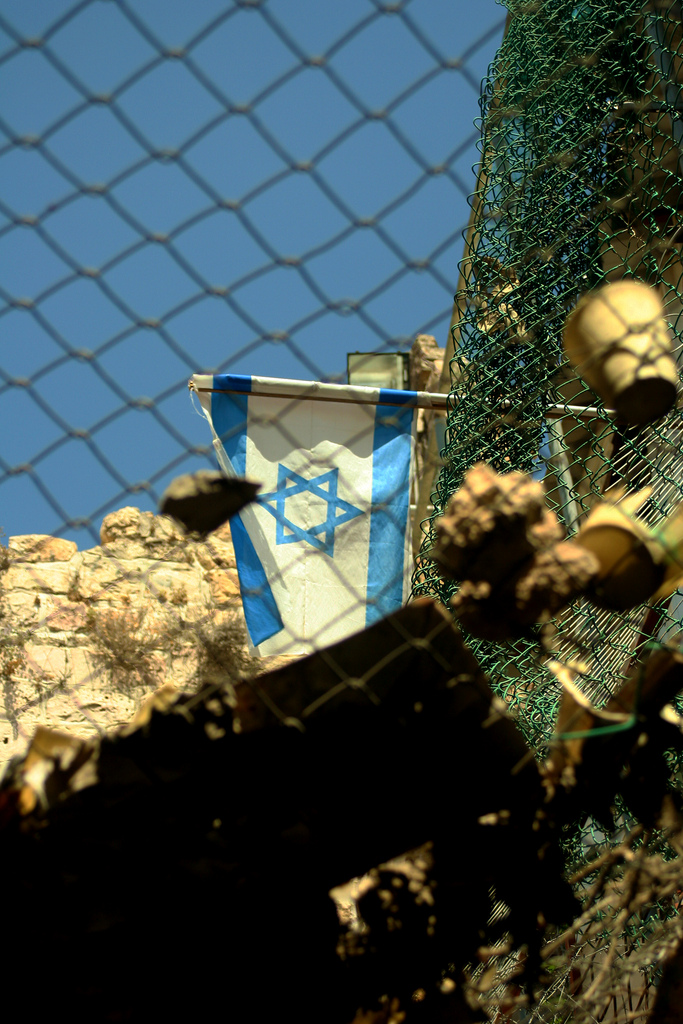
이스라엘 정착민이 팔레스타인 지역으로 쓰레기를 떨어 뜨리는 것을 방지하기 위해 구시 가지에 설치된 그물.

## 같이 보기
- 팔레스타인 관광
- 위험에 처한 세계 유산
- 팔레스타인 주에 있는 세계 유산 목록
- 헤브론에서의 이스라엘-팔레스타인 분쟁

- Occupied Palestine Resolution